# Zoltán Fábri

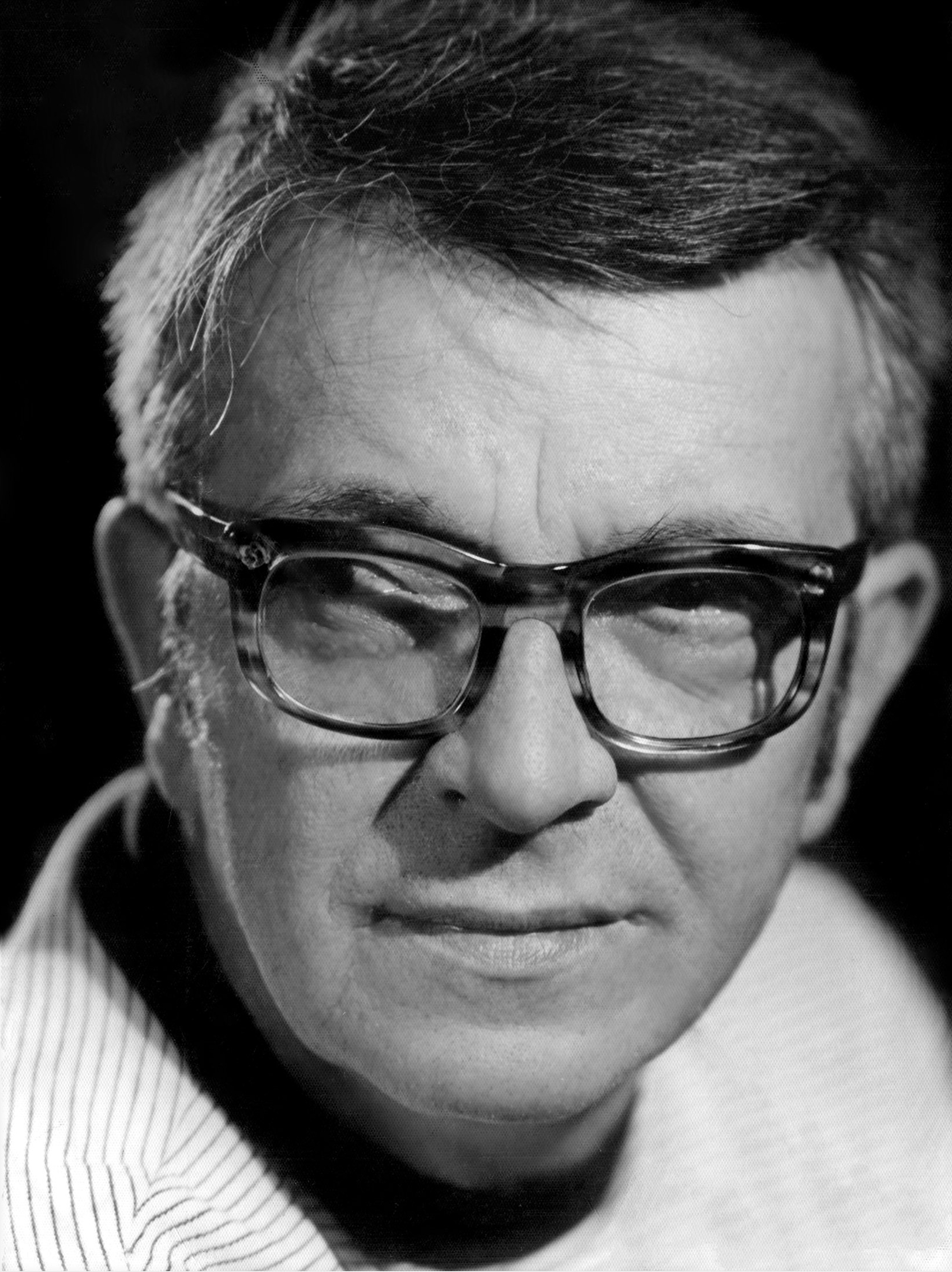
Zoltán Fábri.

Zoltán Fábri, född 15 oktober 1917 i Budapest, Kungariket Ungern, död 23 augusti 1994 i Budapest, Ungern, var en ungersk filmregissör och manusförfattare.
Fábri påbörjade sin karriär inom den ungerska filmen som scenograf 1950. 1951 regidebuterade han med filmen Vihar. Han fick ett stort genombrott 1956 med filmen Körhinta (Karusellen) som även uppmärksammades internationellt. Hans film Grabbarna på våran gata nominerades till en Oscar 1969. Han blev åter nominerad till en Oscar för filmen Magyarok 1979. Han prisades även vid flera tillfällen på Moskvas internationella filmfestival. Han regisserade sin sista film 1983.

## Filmografi, urval
- 1956 – Magister Hannibal
- 1956 – Körhinta
- 1958 – Édes Anna
- 1961 – Dúvad
- 1961 – Két félidö a pokolban
- 1965 – 20 timmar
- 1968 – Grabbarna på våran gata
- 1969 – Familjen Tót
- 1973 – Plusz-mínusz egy nap
- 1974 – Den ofullbordade meningen
- 1976 – Az ötödik pecsét
- 1978 – Magyarok
- 1982 – Requiem
- 1983 – Gyertek el a névnapomra